# Masonske teorije urota
Od kraja 18. stoljeća opisane su stotine teorija urote povezanih sa slobodnim zidarstvom. Te se teorije obično svrstavaju u tri glavne kategorije: političke (koje najčešće uključuju optužbe o kontroli vlada, posebno u Sjedinjenim Državama i Ujedinjenom Kraljevstvu), religijske (u kojima se slobodno zidarstvo povezuje s protukršćanstvom ili sotonističkim uvjerenjima i praksama) te  kulturne (koje se odnose na popularnu kulturu i industriju zabave).
Mnoge teorije urote povezuju slobodne zidare (kao i vitezove templare) s obožavanjem vraga; takve su ideje utemeljene na različitim interpretacijama doktrinarnih učenja tih organizacija. Među tvrdnjama da slobodno zidarstvo kontrolira politiku, vjerojatno je najpoznatija teorija o Novom svjetskom poretku, iako postoje i druge. Ove teorije često uključuju različite aspekte i institucije američke vlade, ali se ponekad pozivaju i na stvarne događaje izvan SAD-a, poput skandala Propaganda Due u Italiji, kako bi im se dala dodatna vjerodostojnost.
Drugi niz teorija povezan je sa slobodnim zidarstvom i religijom, posebice s tvrdnjom da se unutar slobodnog zidarstva prakticira okultizam. Ove su ideje svoje temelje našle u poznatoj Taxilovoj prijevari. Osim toga, postoje i teorije koje se fokusiraju na skriveno umetanje masonskih simbola u inače obične predmete, poput urbanističkih planova, državnih pečata, korporativnih logotipa i sličnog.
Teorije urote o slobodnom zidarstvu pokrivaju gotovo svaki aspekt društva. Većina ih počiva na jednoj ili više sljedećih pretpostavki:
- da je slobodno zidarstvo zasebna religija koja zahtijeva vjerovanje u jedinstvenog "masonskog boga", a takvo vjerovanje proturječi učenjima glavnih svjetskih religija (najčešće se ističe suprotstavljenost kršćanstvu),[5]
- da je 33. stupanj Drevnog i prihvaćenog škotskog obreda više od pukog počasnog stupnja i da većina slobodnih zidara nije svjesna postojanja tajnih upravljačkih tijela unutar svoje organizacije, koja provode okultne rituale ili kontroliraju ključne političke i društvene položaje,[6]
- da postoji centralizirano svjetsko tijelo koje upravlja svim velikim ložama i da zbog toga slobodno zidarstvo na globalnoj razini djeluje kao jedinstvena organizacija s ujedinjenim ciljevima.

Ove teorije se uglavnom šire u krajnje desničarskim, fundamentalističkim, reakcionarnim, populističkim ili diktatorskim krugovima.

## Analiza i kritika
Prema istraživaču Jean-Philippeu Schreiberu sa Slobodnog sveučilišta u Bruxellesu, izraz "Sinagoga Sotonina", koji je 1873. godine papa Pio IX. primijenio na slobodno zidarstvo u enciklici Etsi multa, a potom popularizirao i učvrstio u katoličkoj imaginaciji biskup Léon Meurin u svojoj knjizi Slobodno zidarstvo, sinagoga Sotonina (1893.), odražava društvene fantazije jednog kršćanstva koje se osjeća ugroženim i izgubljenim pred izazovom prihvaćanja modernog svijeta. Prema Schreiberu, tijekom cijelog 19. stoljeća svaka prijetnja moralnom poretku nadahnutom Katoličkom crkvom, kao i svaki pokušaj modernizacije društva, sustavno su tumačeni od strane konzervativnih krugova kao rezultat djelovanja neke skrivene urote koju je potrebno demonizirati.
Alain de Benoist ističe da je i samo slobodno zidarstvo, pripisujući si mitsko podrijetlo još od gradnje Salomonova hrama, pridonijelo širenju ideje da masonska urota pokreće tijek povijesti.
Zagovornici odbacivanja takvih teorija često se pozivaju na zabranu slobodnim zidarima da se bave politikom, kako je navedeno u Andersonovim Konstitucijama, kako bi dokazali da slobodno zidarstvo nije konspirativna organizacija. Međutim, doslovno tumačenje tog pravila bilo bi naivno, jer iako slobodno zidarstvo kao institucija možda ne sudjeluje izravno u političkim događanjima, ono može na njih utjecati putem individualnog djelovanja svojih članova te kroz principe koje promovira unutar loža.

## Teorija masonske protukršćanske urote
Prema autoru Claussu Werneru, prvi put se ideja o masonskoj urote pojavila u Bečkom listu 1793. godine. Međutim, ranije reference na slične tvrdnje mogu se pronaći u djelu francuskog eudista Jacques-Françoisa Lefranca iz 1791. godine, Skinut veo za znatiželjne, ili tajna revolucije otkrivena uz pomoć masonerije.
Krajem 19. stoljeća, katolički svećenici George Dillon i Nicolas Deschamps, kao i američki isusovac Leonard Feeney, tvrdili su da je Napoleon Bonaparte surađivao sa slobodnim zidarima kako bi uništio kršćansku civilizaciju. Ipak, pri tome su zanemarili činjenicu da je Napoleon Konkordatom iz 1801. godine ponovno uspostavio katoličanstvo u Francuskoj. Povezanost Napoleona i slobodnog zidarstva pojavljuje se i u književnim djelima, primjerice u romanima Alexandrea Dumasa. Katolički svećenik i antimason Henri Delassus citirao je anonimni članak iz Journal de Genève iz 1881., u kojem je istaknuti slobodni zidar, ali neimenovani političar, privatno izjavio kako mu je cilj slomiti katoličanstvo.
Svećenik George Dillon tvrdio je da slobodno zidarstvo ima snažne veze s revolucionarnim pokretom Karbonari, pozivajući se na knjigu francuskog publicista Jacquesa Crétineau-Jolyja, Rimska Crkva i Revolucija, u kojoj se uz odobrenje pape Pija IX. 1861. godine spominje urota unutar Karbonarija poznata kao Alta Vendita.
30. stupanj Škotskog obreda, poznat kao vitez kadoš, Katolička enciklopedija iz 1918. godine opisala je kao protukatolički jer navodno uključuje ritual simboličkog poniženja papinske tijare. Talijanski filozof Julius Evola smatrao je da je ovaj stupanj inspiriran templarima, ali da sadrži subverzivne elemente koji ga pretvaraju u "kontra-inicijaciju". Prema Evoli, tijekom ceremonije inicijacije kandidat mora simbolično uništiti krunu i tijaru, što predstavlja odbacivanje autoriteta pape i kraljeva. Evola je tvrdio da ovaj čin odražava povijesne događaje koje su slobodni zidari potaknuli, uključujući Francusku revoluciju, stvaranje američke demokracije, Proljeće naroda, Prvi svjetski rat, tursku i španjolsku revoluciju.
Francuski povjesničar Abel Clarin de La Rive tvrdio je da postoji povezanost između slobodnog zidarstva i luciferijanizma, pozivajući se na tekst Upute za 23 vrhovna vijeća svijeta, koji je pripisao Albertu Pikeu. Ova tvrdnja kasnije je popularizirana, između ostalog, od strane američkog strip crtača Jacka Chicka, iako su slobodni zidari tvrdili da se radi o lažnom dokumentu povezanom s Léo Taxilovom prijevarom (Diana Vaughan). Kanadski mistični autor Manly Palmer Hall također je povezivao slobodno zidarstvo s Luciferom, tvrdeći da se unutar nje mogu pronaći elementi luciferijanske simbolike.
Američki autor Louis A. Post, u knjizi "Masovna" obmana: Katolički biskupi planiraju uništiti misu, optužio je slobodno zidarstvo za infiltraciju Katoličke crkve, sugerirajući da su slobodni zidari preuzeli kontrolu nad najvišim razinama Crkve. Prema talijanskom piscu Pieru Carpiju, u knjizi Proročanstva Ivana XXIII., budući papa Angelo Roncalli (kasnije Ivan XXIII.) bio je 1935. godine pozvan da se pridruži inicijacijskom društvu s masonskim elementima, koje je naslijedilo učenja rozenkrojcera. Carpi tvrdi da su članovi tog reda bili Louis Claude de Saint-Martin, grof Alessandro Cagliostro i grof Saint Germain. Navodno postoje dokumenti koji potvrđuju da je Roncalli bio iniciran u slobodno zidarstvo tijekom svoje diplomatske službe u Turskoj. Prema francuskom autoru Jacquesu Duchaussoyu, Carpijeva knjiga izazvala je paniku među crkvenim vlastima, zbog čega je ubrzo povučena iz prodaje. Meksički profesor Alfonso Sierra Partida tvrdio je da su laici Angelo Roncalli (papa Ivan XXIII.) i Giovanni Montini (papa Pavao VI.)  istoga dana inicirani u masonskoj loži u Parizu, no kada je pokušao objaviti te tvrdnje u novinama, one su odbijene. Neki tradicionalistički katolici vjeruju da je navodna inicijacija pape Ivana XXIII. povezana s Drugim vatikanskim saborom, koji oni vide kao početak uništenja Crkve.
Katolički novinar Piers Compton, u knjizi Slomljeni križ, tvrdio je da su slobodni zidari i iluminati infiltrirali Crkvu kako bi je iznutra oslabili i preoblikovali u skladu sa svojim ciljevima. Francuski pisac Markiz de la Franquerie optužio je kardinala Mariana Rampolla za slobodnozidarsku infiltraciju Vatikana, kao i kardinala Pietra Gasparrija, tvrdeći da je vodio politiku blisku slobodnozidarskim krugovima. Franco Bellegrandi, bivši papinski komornik, tvrdio je da su se tijekom konklave za izbor nasljednika Pija XII. pojavili dokumenti koji su tvrdili da je izbor pape Ivana XXIII. bio nezakonit, jer su ga poduprli slobodni zidari. Tradicionalistički katolici citirali su Journal de Genève (1966.) i Quotidien du congrès national brésilien (1971.), koji su navodno sadržavali masonsku molitvu koju je Ivan XXIII. izrekao tijekom svog pontifikata.
Velika loža Illinoisa imala je bliske veze s mormonizmom i pomogla u osnivanju Crkve Isusa Krista svetaca posljednjih dana. Dana 6. travnja 1840., Veliku ložu Illinoisa osnovao je general, sudac i mormonski vođa James Adams, koji je odmah uspostavio veze s religijskom zajednicom Josepha Smitha. Grad Nauvoo u Illinoisu uskoro je imao tri masonske lože, a u susjednoj državi Iowi osnovane su još dvije, poznate kao "mormonske lože", s ukupno 1.550 članova. Sam Joseph Smith postao je učenik 15. ožujka 1842., što je dokumentirano u zapisima lože u Nauvoou. Pet prvih vođa mormonske crkve, uključujući Josepha Smitha, bili su inicirani u masonsku ložu.

## Navodne religijske urote
Postoje brojne tvrdnje, koje pretežno iznose konzervativni protestanti, da slobodni zidari na višim stupnjevima obmanjuju one na nižim stupnjevima te im postupno otkrivaju odvojenu, okultnu religiju. Neke od tih tvrdnji uključuju:
- da slobodni zidari štuju Baala, Bafometa, Dedžala ili Rahua[34][35] – Baal je naziv za boga kod semitskih naroda na području Sirije i Fenicije.[36] Dedžal je zla figura u islamu, koja će biti obećani Mesija i kasnije tvrditi da je Bog prije Sudnjeg dana prema islamskom eshatološkom narativu.[37] Rahu je bestjelesan demon, neumrla odsječena glava osuđena da zauvijek luta svijetom u potrazi za svojim tijelom.
- da je slobodno zidarstvo po svojoj prirodi okultno i da štuje vlastitog boga, poput Velikog graditelja svih svjetova, Gnoze ili Jahbulona – kombinaciju bogova YHWH-a, Baala i Ozirisa.[38]

Sirijsko-egipatski vahabitski učenjak Rashid Rida popularizirao je antisemitske i antimasonske teorije urote u arapskom svijetu, koje su kasnije prihvatili različiti islamistički pokreti tijekom 20. stoljeća. Prema Ridi, slobodno zidarstvo je izum Židova, a njegovi su stavovi kasnije ugrađeni u Povelju Hamasa iz 1988. godine.
Neke teorije urote koje povezuju slobodne zidare i iluminate također uključuju vitezove templare i Židove kao dio navodnog plana za univerzalnu kontrolu društva. Ovakve ideje pojavile su se još 1792. godine i bile su opisane u djelima više autora, prvo u Francuskoj i Škotskoj.

## Teorija novog svjetskog poretka
Već 1912. godine, bivši francuski ministar vanjskih poslova Émile Flourens upozorio je na utjecaje slobodnih zidara u stvaranju Lige naroda i Stalnog suda međunarodne pravde. U svojoj knjizi tvrdio je da slobodno zidarstvo nastoji uspostaviti globalnu vladu, svjetsku pravdu i univerzalnu religiju u sklopu novog svjetskog poretka, pri čemu bi papinstvo bilo isključeno. Također je iznio hipotezu da masonski krugovi žele ukinuti pravo naroda na samoodređenje i zamijeniti ga međunarodnim pravom.
Danas, slične tvrdnje zastupa američki esejist Gary H. Kah, koji smatra da je slobodno zidarstvo glavna pokretačka snaga koja usmjerava svijet prema jedinstvenoj globalnoj vladi unutar novog svjetskog poretka.
Jedna od popularnijih teorija urota tvrdi da je navodno 1871. godine američki slobodni zidar Albert Pike poslao pismo talijanskom revolucionaru Giuseppeu Mazziniju u kojem je predvidio dva svjetska rata i najavio treći. Pismo se doživljava kao plan djelovanja i jedan od dokaza urote globalne masonske elite protiv čovječanstva.
Jedno od najpoznatijih mjesta povezanih s teorijama o masonskoj uroti je Međunarodna zračna luka Denver. Prema brojnim blogovima i konspirativnim autorima, u zračnoj luci se nalazi masonska spomen-ploča, a ispod nje je navodno skrivena tajna podzemna baza. Također, mural unutar zračne luke navodno simbolizira prijelaz u novu eru ili dolazak novog svjetskog poretka, dok su vodorige i drugi arhitektonski elementi uspoređeni s onima u gotičkim katedralama. Neke od tih teorija nadahnute su knjigom Alexa Christophera koja se bavi tom tematikom. Britanski autor David Icke, poznat po svojim teorijama urote, u više svojih knjiga tvrdi da je masonska urota povezana s izvanzemaljskim reptilima koji upravljaju globalnim zbivanjima. Među njima navodno su nekadašnji američki predsjednik George W. Bush, nekadašnja britanska kraljica Elizabeta II. i dio elite židovske zajednice. Prema Ickeu, u podzemnim postrojenjima Zračne luke Denver tisuće ljudi rade kao robovi pod nadzorom reptilskih entiteta.
S druge strane, konspirativni autor Leonard Horowitz tvrdi da je sama teorija o "židovsko-reptilskim izvanzemaljcima" zapravo dio masonske urote, osmišljene s ciljem da skrene pažnju javnosti s prave urote i pravih mehanizama moći u svijetu.

## Teorija judeomasonske urote
Jedna od često spominjanih teorija urota tvrdi da je slobodno zidarstvo zapravo židovski instrument za ostvarenje globalne dominacije ili da je barem pod nadzorom Židova s tim ciljem. Izraz "judeomasonska urota" potječe iz ozloglašenog antisemitskog pamfleta Protokoli Sionskih mudraca, lažnog dokumenta koji su krajem 19. i početkom 20. stoljeća popularizirali Matvej Golovinski i Sergej Nilus. Ova teorija urote stekla je široku primjenu u propagandi nacističke Njemačke i režima Višijske Francuske, koji su je koristili za povezivanje dviju ideoloških meta – antisemitizma i antimasonstva. Njemački diktator Adolf Hitler smatrao je slobodno zidarstvo sredstvom židovskog utjecaja te ga je zabranio i progonio njegove članove djelomično zbog tog uvjerenja.
Palestinski islamistički pokret Hamas u svom statutu tvrdi da je slobodno zidarstvo "tajno društvo" osnovano kao dio cionističke urote za kontrolu svijeta. Katolički pisac Hilaire Belloc vjerovao je da su Židovi "pokrenuli" slobodno zidarstvo kako bi stvorili most između sebe i društava u kojima su živjeli.

## Navodni utjecaji i tajni dogovori
Njemački odvjetnik i esejist Eduard Emil Eckert iznio je teoriju prema kojoj se masonske lože dijele na dvije razine: na teoretičare s višim stupnjevima koji poznaju pravu svrhu slobodnog zidarstva i nižerangirane članove koji izvršavaju naredbe, nesvjesni stvarnih ciljeva organizacije. Sličnu ideju zastupao je kanadski autor Manly Palmer Hall, koji je tvrdio da mu je dodijeljen 33. stupanj Drevnog i prihvaćenog škotskog obreda kao počasna titula, iako nije bio slobodni zidar. Prema njemu, slobodno zidarstvo se sastoji od dva reda – vidljivog, dostupnog javnosti, i nevidljivog, skrivenog od očiju neupućenih.
Bivši francuski ministar unutarnjih poslova Roger Frey 1960-ih godina tvrdio je da 30.000 slobodnih zidara u Francuskoj može, kroz sustav povezanih sastanaka, u roku od osam dana prenijeti jedinstvenu poruku do 750.000 ljudi. Sličnu ideju o hijerarhijskoj podređenosti unutar slobodnog zidarstva iznio je američki autor A. Ralph Epperson, koji je u jednoj od svojih knjiga tvrdio da je američki predsjednik Andrew Johnson bio pod utjecajem Alberta Pikea, visokorangiranog slobodnog zidara i njegovog "gospodara" unutar lože.
Prema određenim autorima, pravosuđe u Ujedinjenom Kraljevstvu snažno je infiltrirano slobodnim zidarima koji navodno pružaju svojim pripadnicima "sumnju u korist optuženika" na sudu, čime potkopavaju pravni sustav. Ovaj princip je temelj kaznenog prava i odnosi se na situacije kada postoji razumna sumnja u krivnju optuženika – u takvim slučajevima sud je dužan presuditi u njegovu korist, odnosno osloboditi ga odgovornosti. Od 1999. do 2009. godine britanski suci i policijski službenici morali su prijaviti svoje članstvo u masonskim ložama. Iako parlamentarna istraga nije pronašla dokaze o bilo kakvom nezakonitom djelovanju, vlada je smatrala da bi moguća masonska lojalnost trebala biti transparentna za javnost. Pravilo je ukinuto 2009. godine nakon što je tadašnji ministar pravosuđa Jack Straw izjavio da je takva obveza neproporcionalna, s obzirom na to da nije pronađen nijedan slučaj korupcije ili zlouporabe moći povezan s slobodnim zidarima u pravosuđu.
Jedna od manje poznatih, ali ipak prisutnih teorija tvrdi da su slobodni zidari odgovorni za uvođenje poreza na dohodak u Sjedinjenim Američkim Državama. Jedan osuđeni porezni prosvjednik 2007. godine optužio je pripadnike policijskih snaga koji su okružili njegovo imanje nakon njegova odbijanja da se preda da su dio "cionističkog, iluminatskog i masonskog pokreta". Dnevni list New Hampshire Union Leader također je izvijestio da su neki pojedinci uvjereni kako su američka Porezna uprava (IRS) i federalni porez na dohodak dio smišljene zavjere masona s ciljem kontrole američkog naroda, a kasnije i cijelog svijeta.
Neki američki autori navode da slobodni zidari obmanjuju javnost kako bi sakrili činjenicu da je Zemlja ravna.

## Prikrivene masonske operacije i geopolitička previranja
Pitanje prikrivenog uplitanja slobodnih zidara u političke i povijesne događaje postavlja se u situacijama kada su obje strane u sukobu – ili ključni predstavnici suprotstavljenih strana – članovi iste masonske lože. Također, postavlja se sumnja na masonski utjecaj kada većina članova određene grupe unutar političkog ili društvenog sukoba pripada slobodnom zidarstvu. Ovakvi scenariji često su predmet nagađanja i teorija urota, a neki od njih su navodno dokumentirani ili dokazani.

### 18. stoljeće
Vidi još: Teorije masonske urote u Francuskoj revoluciji
Bitka na Abrahamovim poljanama, koja se odigrala 1759. godine tijekom Sedmogodišnjeg rata, trajala je manje od pola sata, iako je opsada Québeca prethodno trajala tri mjeseca. Povijesno je potvrđeno da su oba zapovjednika, francuski general Louis-Joseph de Montcalm i britanski general James Wolfe, bili slobodni zidari, a obojica su poginula tijekom sukoba. Ova činjenica dovela je do teorija urote među pojedinim autorima, koji spekuliraju o mogućnosti da je ishod bitke možda unaprijed dogovoren među slobodnim zidarima ili čak odlučen od strane neke više masonske instance.
Slobodno zidarstvo je odigralo značajnu ulogu u Američkoj revoluciji, ne samo kroz individualne aktivnosti svojih članova, već i kroz širenje ideja unutar svojih loža koje su poticale na neovisnost i društvene promjene. Ipak, kao institucija, slobodno zidarstvo nije bila jedinstveno u svom djelovanju – dok su neke lože podržavale američku neovisnost, druge su ostale lojalne britanskoj vlasti. Povjesničar Steven C. Bullock u svojoj knjizi iz 1998. naglašava povezanost slobodnog zidarstva s transformacijom američkog društvenog poretka između 1730. i 1840. godine, s posebnim naglaskom na ulogu slobodnih zidara tijekom rata za neovisnost.
Bitka kod Valmyja, koja se odigrala 20. rujna 1792., poznata je po tome što su se pruske trupe povukle bez ozbiljne borbe. Slavni pisac Johann Wolfgang von Goethe, koji je također bio slobodni zidar, tom je prilikom izjavio: "Od ovog dana započinje nova era u svjetskoj povijesti!" S obzirom na to da su istaknuti francuski vođe Georges Danton i Charles François Dumouriez bili slobodni zidari, a s druge strane, pruski zapovjednik Karl Wilhelm Ferdinand od Brunswicka bio okružen slobodnim zidarima (a navodno je i sam pripadao redu), pojavile su se teorije da su slobodni zidari s obje strane donijeli dogovor o nenapadanju. Ovu ideju dodatno potkrepljuje prisutnost Choderlosa de Laclosa, poznatog slobodnog zidara, na bojištu.
Vođa ugarsko-hrvatske "jakobinske" urote i slobodni zidar, Ignjat Martinović nastojao je uspostaviti federativnu Ugarsku Republiku prema uzoru na Francusku revoluciju, no uhićen je 1794. godine. U istrazi su pod sumnju došli i hrvatski slobodni zidari. Martinović i njegovi suradnici pogubljeni su 1795., a car Franjo II. ubrzo je zabranio slobodno zidarstvo u cijeloj Habsburškoj Monarhiji.
Španjolski povjesničar César Vidal ističe snažne veze između slobodnog zidarstva i vođa oslobodilačkih pokreta u Latinskoj Americi, osobito na Kubi. Slobodno zidarstvo je imao veliki utjecaj na revolucionarne ideje i oblikovanje političkog poretka tog područja.

### 19. stoljeće
Tijekom ustanka dekabrista u Rusiji 1825. godine, većina zavjerenika bili su slobodni zidari. Nakon neuspjeha pobune, car car Nikola I. proglasio je slobodno zidarstvo ilegalnom i pokrenuo njezin progon u Rusiji.
Nakon revolucija 1848. godine, njemački odvjetnik i esejist Eduard Emil Eckert iznio je teoriju da su svi ti istodobni ustanci imali zajednički izvor – tajna društva, a među njima posebno slobodno zidarstvo. Tijekom Francuske revolucije 1848. godine, slobodno zidarstvo kao institucija nije igrala izravnu ulogu, no neki republikanski i orleanistički slobodni zidari sudjelovali su u organizaciji Kampanje banketa, koja je na kraju dovela do revolucije. Iako su događaji ostali nepredvidivi, slobodno zidarstvo se ipak povezivao s novim režimom. Privremena vlada Druge Republike 1848. godine uključivala je pet slobodnih zidara u izvršnoj komisiji, od kojih su trojica bili aktivni članovi loža, dok su dvojica bili u "stanju mirovanja". Uz to, šest ministara u toj vladi također su bili slobodni zidari – dvojica aktivnih i četvorica u mirovanju.
Jedna od ključnih bitaka Američkog građanskog rata, bitka kod Gettysburga (1863.), često je predmet teorija i kontroverzi, posebno zbog neuspješnog napada generala Roberta E. Leeja na dobro utvrđene sjevernjačke položaje, što je dovelo do teških gubitaka za Konfederaciju. Greška generala Leeja dovela je do brojnih spekulacija o pozadini bitke. Kasnije su slobodni zidari koristili ovu bitku kao simbol "bratstva iznad sukoba", što je izraženo kroz Masonski spomenik prijatelja prijatelju (Friend to Friend Masonic Memorial). Ovaj spomenik obilježava trenutak kada je kapetan Henry H. Bingham, unijski časnik i slobodni zidar, na bojnom polju pružio pomoć smrtno ranjenom generalu Konfederacije Lewisu Armisteadu, također slobodnom zidaru, koji mu je povjerio svoje posljednje želje. Iako je postojala pretpostavka da je general Robert E. Lee bio slobodni zidar, to nikada nije dokazano. Međutim, dokumentirano je da je general George E. Pickett, zapovjednik jedne od Konfederacijskih postrojbi koje su doživjele najteže gubitke u bitci, bio član masonske lože.

### 20. stoljeće
Prema francuskom povjesničaru Jacku Chaboudu, iako nikada nije postojao izravni "masonski režim" u Francuskoj, utjecaj loža na javni i politički život bio je značajan, posebno tijekom Treće Francuske Republike.
Bivši kapetan francuske vojske Alphonse Magniez tvrdio je da su slobodni zidari orkestrirali donošenje Zakona o odvojenosti Crkve i države iz 1905. godine. U svom djelu Zdravorazumski odgovori na moderne napade i prigovore protiv religije (1907.), opisao je zakon kao rezultat masonske urote usmjerene protiv katoličanstva.
Godine 1917., nakon Veljačke revolucija u Rusiji, prvi premijer privremene vlade nakon pada monarhije, Grigorij Lavov, bio je slobodni zidar, kao i većina ministara Aleksandra Kerenskog – od 11 ministara, njih 10 bili su članovi masonskih loža. No, dolaskom boljševika na vlast, gotovo svi su završili u zatvoru ili progonstvu.
Godine 1919. njemački antropozof Karl Heise optužio je slobodno zidarstvo da je organiziralo Prvi svjetski rat, dok je bivši austrijski zastupnik u Carevinskom vijeću, Friedrich Wichtl, iznio slične tvrdnje, sugerirajući da su tajna društva igrala ključnu ulogu u globalnim sukobima.
Zbog velikog broja slobodnih zidara koji su bili u Jugoslavenskom odboru, među kojima i Ante Trumbić, stvaranje Kraljevine Srba, Hrvata i Slovenaca, a kasnije i Jugoslavije, pripisuje se djelovanju slobodnog zidarstva. Prema autoru Ivanu Mužiću, slobodno zidarstvo u Hrvata bilo je antihrvatstvo jer je zastupalo jugoslavensku državnu ideju i postavljalo se izrazito neprijateljski prema ideji samostalne hrvatske države. Uz to, slobodno zidarstvo je bilo i protukatoličko jer je htjelo odvojiti Katoličku Crkvu u Hrvatskoj od Vatikana.
Španjolski diktator Francisco Franco često je izjednačavao svoje protivnike sa slobodnim zidarstvom i komunizmom, smatrajući da je potonje rezultat zavjere prvoga. Kako je jednom izjavio: "Cijela tajna kampanja protiv Španjolske može se sažeti u dvije riječi: masonerija i komunizam." Godine 1950. irski pisac Denis Fahey ponovno je objavio djelo Georgea F. Dillona pod naslovom Veliki orijent slobodnog zidarstva razotkriven kao tajna snaga iza komunizma. Slične tvrdnje iznose i suvremeni teoretičari urota poput Henryja Makowa, koji smatra da slobodno zidarstvo radi na trijumfu komunizma.
Francuski istraživač Henry Coston tvrdio je da je pad režima Marcela Caetana u Portugalu 1974. godine bio prethodno pripremljen kroz snažno, ali tajno djelovanje slobodnog zidarstva, koja je tada još bila ilegalna u zemlji. Pozivao se na izvore iz Velike lože Francuske, iako je sama organizacija kasnije odbacila tu povezanost. Neki autori istaknuli su da je portugalski ustav, poput francuskog, bio jedan od rijetkih u zapadnim zemljama koji ne spominje Boga, što su tumačili kao mogući utjecaj adogmatskog slobodnog zidarstva.
Tijekom političke krize i prijetnje građanskog rata u Novoj Kaledoniji 1988. godine, francuski premijer Michel Rocard poslao je delegaciju za pregovore. Među šestoricom izaslanika bio je i Roger Leray (bivši veliki majstor Velikog orijenta Francuske. Zahvaljujući tim pregovorima, ključni politički lideri Jacques Lafleur i Jean-Marie Tjibaou, obojica slobodni zidari, prvi put su se sastali nakon pet godina sukoba. Ovi pregovori doveli su do Matignonskih sporazuma, koji su postavili temelje za rješavanje političkih tenzija na otoku. Ipak, slobodnozidarski izvori su podijeljeni oko toga je li Tjibaou bio slobodni zidar – dok neke tvrdnje sugeriraju da je bio član Velike lože Francuske, druge to osporavaju. Unatoč postignutom dogovoru, radikalna frakcija FLNKS-a odbila je sporazum. Godinu dana kasnije, Jean-Marie Tjibaou ubijen je od strane vlastitih ekstremista koji su se protivili mirnom rješenju sukoba.

## Optužbe o "masonskim zločinima"
Tijekom povijesti, mnogi autori i teoretičari urota tvrdili su da su slobodni zidari sudjelovali u političkim atentatima i zavjerama, povezujući ih s ključnim povijesnim događajima.
- Na zidu u londonskoj Ulici Goulston, nakon ubojstva Catherine Eddowes, jedne od žrtava Jacka Trbosjeka, pronađen je natpis koji je sadržavao riječ "Juwes". Britanski autor Stephen Knight povezao je taj natpis sa slobodnim zidarstvom, sugerirajući da je serija ubojstava u Londonu imala masonske motive.[102]
- Prema tvrdnjama francuskog jezuitskog svećenika Nicolasa Deschampsa, kralj Luj XVI. bio je osuđen na smrt od strane "masonskog konventa" prije nego što ga je Narodna skupština službeno pogubila.[103] Slične teorije istraživali su i drugi autori, poput francuskog esejista Mauricea Talmeyra.[104]
- Francuski esejist André Baron tvrdio je da su slobodni zidari stajali iza ubojstva švedskog kralja Gustava III., jer je planirao napasti Prvu Francusku Republiku nakon pogubljenja Luja XVI.[105]
- Prema francuskom odvjetniku Claudiju Jannetu, ekvadorski predsjednik Gabriel García Moreno u pismu papi Piju IX. 1875. godine izrazio je strah da su masonske lože susjednih zemalja kovale urotu protiv njega.[106]
- Španjolski diktator Francisco Franco, pod pseudonimom Jakim Boor, napisao je knjigu Masonerija u kojoj je optužio slobodne zidare za niz atentata na španjolske političare,[107] uključujući generala Juana Prima (1870.), Joséa Canalejasa (1912.), Eduarda Lópeza Ochou, Gerarda Abada Condea, Melquíadesa Álvareza i Rafaela Salazara Alonsa (1936.). Također je tvrdio da su slobodni zidari organizirali ubojstvo francuskog admirala Françoisa Darlana 1942. godine kao čin odmazde.[108]
- Godine 1904., nakon skandala s dosjeima, francuski zastupnik Gabriel Syveton ošamario je ministra rata i slobodnog zidara Louisa Andréa usred Narodne skupštine. Nedugo nakon toga Syveton je pronađen mrtav, a prema Andréu Baronu, ubojstvo je naručila masonerija i izvela "politička policija".[109]
- Ernest Jouin, francuski svećenik i novinar, 1912. godine tvrdio je da je atentat na austrougarskog nadvojvodu Franju Ferdinanda planiran unutar masonskih loža,[110] što se naizgled potvrdilo kada je Sarajevski atentat doista izveden 1914. godine. Kasnije su se pojavile tvrdnje da su atentatori Nedeljko Čabrinović  i Milan Ciganović imali jake veze sa slobodnim zidarima.[111] Godine 1918. pod pseudonimom Profesor Pharos objavljene su navodne zapisnike suđenja zavjerenicima u atentatu na Franju Ferdinanda, koji su slobodne zidare povezivali s planiranjem ubojstva.[112] Ove zapisnike kasnije je 1925. godine u svojoj knjizi Sarajevski zločin ponovila Mary Edith Durham, navodeći da je Gavrilo Princip tvrdio kako mu je Milan Ciganović rekao da je slobodni zidar, te da je nadvojvoda Ferdinand "osuđen na smrt od strane masonske lože". Štoviše, drugi atentator, Nedeljko Čabrinović, posvjedočio je da je "jedan od urotnika, major Vojislav Tankosić, bio slobodni zidar".[113] Međutim, kasnije je dokazano da su ti dokumenti krivotvoreni, a svećenik isusovac Anton Puntigam iz Sarajeva optužen je da ih je lažirao pod pseudonimom Profesor Pharos.[114][115] Esejist John Daniel kasnije je podržao ideju o povezanosti tajnog društva Crna ruka sa slobodnim zidarima.[116]
- Godine 1978. španjolski list El Imparcial objavio je svjedočanstvo bivšeg pukovnika i slobodnog zidara Urbana Orada de la Torrea, koji je tvrdio da je 1936. godine, zajedno s drugim masonskim vojnim časnicima, sudjelovao u atentatu na političara Joséa Calva Sotela.[117]
- Postoje navodi kako je ubojstvo talijanskog bankara Roberta Calvija "Božjeg bankara", generalnog direktora Vatikanse banke, imalo masonsku simboliku.[118]
- U svojoj knjizi King-Kill 33°, autori James Shelby Downard i Michael A. Hoffman tvrde da je atentat na Johna F. Kennedyja 1963. godine imao masonsku simboliku, te da su slobodni zidari bili uključeni u njegovo ubojstvo.[119][1]
- Prema teoriji koju je 2015. godine objavio list Yeni Şafak turski predsjednik Mustafa Kemal Atatürk bio otrovan od strane slobodnih zidara zbog zatvaranja masonskih loža u Turskoj 1935. godine, a njegov bivši premijer İsmet İnönü navodno je bio odgovoran za planiranje tog atentata.[120]
- Richard Hoagland, poznati američki teoretičar zavjera, tvrdio je da su napadi 11. rujna 2001. godine planirani na temelju astrologije i masonske numerologije. Prema njegovim spekulacijama, napadi su možda poslužili kao masonski povod za rat protiv islama ili su predstavljali simboličan okultni sukob između slobodnog zidarstva (nasljednika templara) i islamskih mističnih sekti poput nizarita.[121]

## Tvrdnje o masonskim utjecajima

### U urbanizmu i arhitekturi
Teorije urote o slobodnim zidarima često se povezuju s urbanističkim planovima i arhitektonskim elementima raznih gradova i građevina diljem svijeta. Sljedeći primjeri prikazuju kako su određene strukture i simboli tumačeni kao dokaz slobodnozidarskog utjecaja: 
- Washington D.C. – Iz zraka, raspored određenih ulica u glavnom gradu SAD-a navodno formira obrnuti pentagram čiji vrh dodiruje Bijelu kuću. Također, neki teoretičari smatraju da su pješačke staze i vrtovi u blizini Kapitola, sjedištu Kongresa, oblikovani tako da prikazuju sovu, simbol Bohemian Cluba, dok su druge ulice navodno raspoređene u oblik piramide. Ove tvrdnje dovode do spekulacija o povezanosti slobodnog zidarstva,[122][123] sotonizma i čak izvanzemaljaca.[124][125] U brošuri iz 1975. godine, apologeta kontrakulture i antimason John Edward Decker optužio je Washington D.C. za "masonske nacrte" u urbanističkom planiranju, uključujući i pentagram.[126] U Washingtonu postoji mnogo slobodnozidarske povijesti, ali prostorni plan ne sadrži skrivenu poruku.[127]
- Zračna luka Denver, Denver, Colorado – Ova zračna luka često je predmet teorija urote zbog prisutnosti masonske spomen-ploče unutar objekta. Prema teoretičarima, zračna luka skriva podzemnu bazu povezanu s masonskim strukturama moći. Također, mural u zračnoj luci navodno simbolizira prijelaz u "novu eru" ili Novi svjetski poredak, dok su određene skulpture vodorige tumačene kao podsjetnik na okultne elemente katedrala.[44][45] Ove tvrdnje se dijelom oslanjaju na knjige konspirativnog autora Alexa Christophera.[46]
- Sandusky, Ohio – U ovom američkom gradu, raspored ulica navodno oblikuje kutnik i šestar, ključne simbole slobodnog zidarstva. Prema francuskom arhitekti Williamu Pessonu, specijalisti za masonsku arhitekturu, ulični plan grada sadrži masonsku simboliku.[128] Arhitekt urbanističkog plana Sanduskya, Hector Kilbourne, bio je prvi starješina lokalne masonske lože, što dodatno potiče sumnje o njegovu utjecaju na dizajn prostornog plana grada.
- Pariz, Francuska – Neki autori, poput Dominiquea Setzepfandta, identificirali su masonsku inspiraciju u pojedinim pariškim građevinama, poput piramide ispred Louvrea.[129]
- Bruxelles, Belgija – Belgijski povijesničari Paul de Saint-Hilaire i Adolphe Cordier tvrdili su da određene urbane strukture u Bruxellesu odražavaju masonski utjecaj,[130][131] no te tvrdnje su osporili autori poput belgijskog pisca Jeana van Wina.[132]
- Zagreb, Hrvatska – Neki autori tvrde da tzv. "zagrebačka piramida", odnosno skulptura Granit koji pamti arhitekta Branka Silađina, odražava utjecaj masonskog simbolizma.[133][134][135][136]

### U grbovima i amblemima
Teoretičari urota, poput Davida Ickea, tvrde da mnoge korporacije i druge organizacije koriste skrivene masonske simbole ili numerološke reference u svojim logotipovima i grbovima. Neki od primjera su:
- Neki povezuju amblem Ujedinjenih naroda, koji se sastoji od 33 segmenta, s 33 stupnja Drevnog i prihvaćenog škotskog obreda.[137]
- Neki autori tvrde da grb Grada Zagreba sadrži masonske simbole oslanjajući se na činjenicu da je idejni tvorac grba Ivan Bojničić bio slobodni zidar.[138][133]

## Popularna kultura
U popularnoj kulturi često se pojavljuju teorije urota povezane sa slobodnim zidarima, osobito u književnosti, glazbi, filmu i videoigrama. Sljedeća djela obrađuju teme masonskih urota:
- Američki film Nacionalno blago (2004.), u kojem glumi Nicolas Cage, prikazuje potragu za legendarnim blagom templara, koje je navodno bilo skrivano od strane slobodnih zidara.
- Roman Sedam drevnih čuda (2005.) australijskog autora Matthewa Reillyja uključuje elemente teorija zavjere povezanih s tajnim društvima.
- Pjesma King Kill 33° američkog rok sastava Marilyna Mansona s albuma Holy Wood (In the Shadow of the Valley of Death) iz 2000. godine referenca je na masonsku urotu iz eseja Jamesa Shelbyja Downarda i Michaela A. Hoffmana King-Kill 33°.
- Društvena igra Illuminati američkog dizajnera Stevea Jacksona sadrži kartu nazvanu "Bratstvo", na kojoj su prikazani masonski simboli – kutnik i šestar – sugerirajući povezanost slobodnog zidarstva s iluminatima.
- Roman Frabato, mađioničar (1979.) Franza Bardona i Oti Votavove prikazuje fiktivnu masonsku ložu "Zlatna centurija" u Dresdenu, čiji su članovi prikazani kao okultisti uključeni u ritualna ubojstva, dok glavni lik Frabato nastoji razotkriti njihove zločine.
- Serija kriminalističkih romana o policajcu i slobodnom zidaru Antoineu Marcasu, koje su napisali Éric Giacometti i Jacques Ravenne, često obrađuje masonske teme. U romanu Brat po krvi (2007.) istražuju se ritualna ubojstva povezana s tajnim masonskim stupnjevima osvećivanja.
- Britanski film Revelation (2001.), redatelja Stuarta Urbana, prikazuje zavjeru koju vodi templarska masonska loža, s ciljem preuzimanja judeo-kršćanske relikvije.
- Knjiga Zmajeva odabranica (1929.), koju je napisala francuska autorica pod pseudonimom Clotilde Bersone, prikazuje fiktivni autobiografski narativ o mladoj ženi s medijskim sposobnostima, koja u masonskoj loži priziva Sotonu u korist svog ljubavnika, visokorangiranog slobodnog zidara, budućeg američkog predsjednika Jamesa A. Garfielda.[139][140]
- Pjesma Illuminazi 666 francuskog repera Rockin' Squata sadrži poveznice na teorije urote o masonima.
- Roman Praško groblje (2010.) talijanskog romanopisca Umberta Eca temelji se na teorijama urote, uključujući i ideju judeomasonskih spletki u povijesnim događajima.[141]
- Roman Izgubljeni simbol (2009.) američkog pisca Dana Browna istražuje utjecaj slobodnog zidarstva u Washingtonu kroz niz zagonetki i tajnih obreda.[142]
- Američki reper Tupac Shakur u svom albumu The Don Killuminati: The 7 Day Theory (1996.) aludira na masonske urote i iluminatske strukture moći.
- Pjesma Kako to iz 2018. godine splitskog repera Vojka V aludira na sabotažu slobodnih zidara.[143]
- Slobodni zidari, uz komuniste, navedeni su kao saboteri održavanja konerta Marka Perkovića na Zagrebačkom hipodromu u srpnju 2025. godine.[144]

Ova djela svjedoče o trajnoj fascinaciji javnosti tajnim društvima, osobito slobodnim zidarima, te o njihovoj ulozi u pop-kulturi, bilo kao stvarne ili fiktivne sile u pozadini svjetskih događaja.